# 2015년 팬아메리칸 게임
2015년 팬아메리칸 게임은 2015년 7월 10일부터 7월 26일까지 캐나다 온타리오주의 토론토에서 열린 17번째 팬아메리칸 게임이다.

## 참가국
| - 가이아나 - 과테말라 - 그레나다 - 니카라과 - 도미니카 공화국 - 도미니카 연방 - 멕시코 - 미국 - 미국령 버진아일랜드 - 바베이도스 - 바하마 | - 버뮤다 - 베네수엘라 - 벨리즈 - 볼리비아 - 브라질 - 세인트루시아 - 세인트빈센트 그레나딘 - 세인트키츠 네비스 - 수리남 - 아루바 - 아르헨티나 | - 아이티 - 앤티가 바부다 - 에콰도르 - 엘살바도르 - 영국령 버진아일랜드 - 온두라스 - 우루과이 - 자메이카 - 칠레 - 캐나다 (개최국) - 케이맨 제도 | - 코스타리카 - 콜롬비아 - 쿠바 - 트리니다드 토바고 - 파나마 - 파라과이 - 페루 - 푸에르토리코 |

## 종목
| - 가라테 (10) - 골프 (4) - 근대5종 (2) - 농구 (2) - 라켓볼 (6) - 럭비 7인제 (2) - 레슬링 - 자유형 (12) - 그레코로만형 (6) - 롤러 스케이팅 - 롤러 스피드 스케이팅 (6) - 롤러 피겨 스케이팅 (2) - 배드민턴 (5) - 배구 - 배구 (2) - 비치발리볼 (2) | - 복싱 (13) - 볼링 (4) - 사격 (15) - 사이클 - BMX (2) - 도로 (4) - 산악 (2) - 트랙 (10) - 수상 종목 - 다이빙 (8) - 수영 (34) - 수구 (2) - 싱크로나이즈드 스위밍 (2) - 수상스키 (9) - 소프트볼 (2) - 스쿼시 (6) | - 승마 - 마장 (2) - 장애물 (2) - 종합 (2) - 야구 (2) - 양궁 (4) - 역도 (15) - 유도 (14) - 육상 (47) - 요트 (10) - 조정 (14) - 축구 (2) - 체조 - 기계체조 (14) - 리듬체조 (8) - 트램펄린 (2) | - 카누 - 스프린트 (13) - 슬라럼 (5) - 탁구 (4) - 태권도 (8) - 테니스 (5) - 트라이애슬론 (2) - 필드 하키 (2) - 펜싱 (12) - 핸드볼 (2) |

## 메달 집계
| 순위 | 국가                                            | 금메달 | 은메달 | 동메달 | 합계 |
| ---- | ----------------------------------------------- | ------ | ------ | ------ | ---- |
| 1    | 미국                                            | 103    | 81     | 81     | 265  |
| 2    | 캐나다                                          | 78     | 69     | 70     | 217  |
| 3    | 브라질                                          | 41     | 40     | 60     | 141  |
| 4    | 쿠바                                            | 36     | 27     | 34     | 97   |
| 5    | 콜롬비아                                        | 27     | 14     | 31     | 72   |
| 6    | 멕시코                                          | 22     | 30     | 43     | 95   |
| 7    | 아르헨티나                                      | 15     | 29     | 31     | 75   |
| 8    | 베네수엘라                                      | 8      | 22     | 20     | 50   |
| 9    | 에콰도르                                        | 7      | 9      | 16     | 32   |
| 10   | 과테말라                                        | 6      | 1      | 3      | 10   |
| 11   | 칠레                                            | 5      | 6      | 18     | 29   |
| 12   | 페루                                            | 4      | 4      | 6      | 14   |
| 13   | 도미니카 공화국                                 | 3      | 11     | 10     | 24   |
| 14   | 자메이카                                        | 3      | 4      | 2      | 9    |
| 15   | 트리니다드 토바고                               | 3      | 3      | 2      | 8    |
| 16   | 바하마                                          | 2      | 2      | 2      | 6    |
| 17   | 푸에르토리코                                    | 1      | 1      | 13     | 15   |
| 18   | 우루과이                                        | 1      | 1      | 3      | 5    |
| 19   | 세인트루시아                                    | 1      | 0      | 0      | 1    |
| 20   | {{bar{{{2}}}0\|{{{1}}}}}{{bar{{{3}}}\|{{{1}}}}} | 0      | 1      | 2      | 3    |
| 20   | 볼리비아                                        | 0      | 1      | 2      | 3    |
| 20   | 엘살바도르                                      | 0      | 1      | 2      | 3    |
| 20   | 파라과이                                        | 0      | 1      | 2      | 3    |
| 24   | 파나마                                          | 0      | 1      | 1      | 2    |
| 25   | 앤티가 바부다                                   | 0      | 1      | 0      | 1    |
| 25   | 그레나다                                        | 0      | 1      | 0      | 1    |
| 25   | 온두라스                                        | 0      | 1      | 0      | 1    |
| 28   | 버뮤다                                          | 0      | 0      | 1      | 1    |
| 28   | 코스타리카                                      | 0      | 0      | 1      | 1    |
| 28   | 세인트키츠 네비스                               | 0      | 0      | 1      | 1    |
| 28   | 세인트빈센트 그레나딘                           | 0      | 0      | 1      | 1    |
| 합계 | 합계                                            | 366    | 362    | 458    | 1186 |